# Королевская гвардия Тонги
Королевская гвардия Тонги (англ. Tonga Royal Guards) — часть вооруженных сил королевства Тонга.

## История
18 мая 1900 года королевство Тонга стала протекторатом Британской империи. 
В дальнейшем, ранее существовавшие вооружённые формирования были реорганизованы. Королевская гвардия стала первым подразделением, организованным по образцу регулярной армии. 
В 1900 году гвардия состояла из одного взвода численностью 40 человек. Во время мировых войн гвардейцы стали основой для создания воинских частей, воевавших на стороне Великобритании.
В 1958 году автономия Тонга была несколько расширена. Подписанное в мае 1968 года англо-тонганское соглашение предусматривало постепенное сокращение контроля со стороны Великобритании над деятельностью королевства (однако военные вопросы остались в ведении англичан). 4 июня 1970 года была официально провозглашена независимость (в составе Британского Содружества наций).
До 1971 королевская гвардия входила в состав полиции, в дальнейшем стала отдельным подразделением.

## Современное состояние
Основными задачами королевской гвардии являются охрана короля и королевской семьи, церемониальные функции и помощь в обеспечении общественного порядка. Штаб-квартира в казармах Вилаи в Нукуалофа. На вооружении гвардии, кроме лёгкого стрелкового оружия, есть батарея салютных пушек. Всего в составе роты гвардии (в Тонге официально называется полком) на июль 2010 года было около 230 военнослужащих. Вероятнее всего, эта цифра учитывает также военный оркестр (англ. Royal Corps of Musician) численностью на 2007 год — 45 человек. В состав сил поддержки HMAF входит небольшое, численностью 40 человек, инженерное подразделение (R.D.U), которое также взаимодействует с гвардией и ответственно за деятельность вооружённых сил в исполнении национальных проектов.

## Униформа
Обмундирование неоднократно менялось. Изначально как таковой единой формы у личной гвардии короля не было. Начиная с конца XIX века была введена ,форма которая основывалась на немецких традициях, но она оказалась не удобной в тропическом климате. Вскоре после Первой мировой войны ввели новую униформу, одним из элементов которой стала традиционная юбка Таовалу. Эта форма практически не менялась в течение 70 лет, за исключением постепенного введения в конце 1980-х - начале 1990-х годов обычных брюк.
Современное обмундирование, введенное уже в XXI веке, основано на стиле британской армии периода 1920-х годов и на эскизах короля Георга Тупоу V.

## Стрелковое оружие и вооружение
| FN FNC            | Бельгия        | автоматическая винтовка |          |                                                                      |
| Lee-Enfield       | Великобритания | магазинная винтовка     |          | Церемониальное оружие                                                |
| Glock 17          | Австрия        | самозарядный пистолет   |          |                                                                      |
| Артиллерия        |                |                         |          |                                                                      |
|                   | США            | 76.2 мм салютная пушка  | 4        | На колёсном лафете, закуплены в США в 1945 году                      |
| Военный транспорт |                |                         |          |                                                                      |
| Land Rover Series | Великобритания | внедорожник             | около 10 | Бывшие Ново-Зеландские. Исполняют в основном церемониальные функции. |

## Галерея

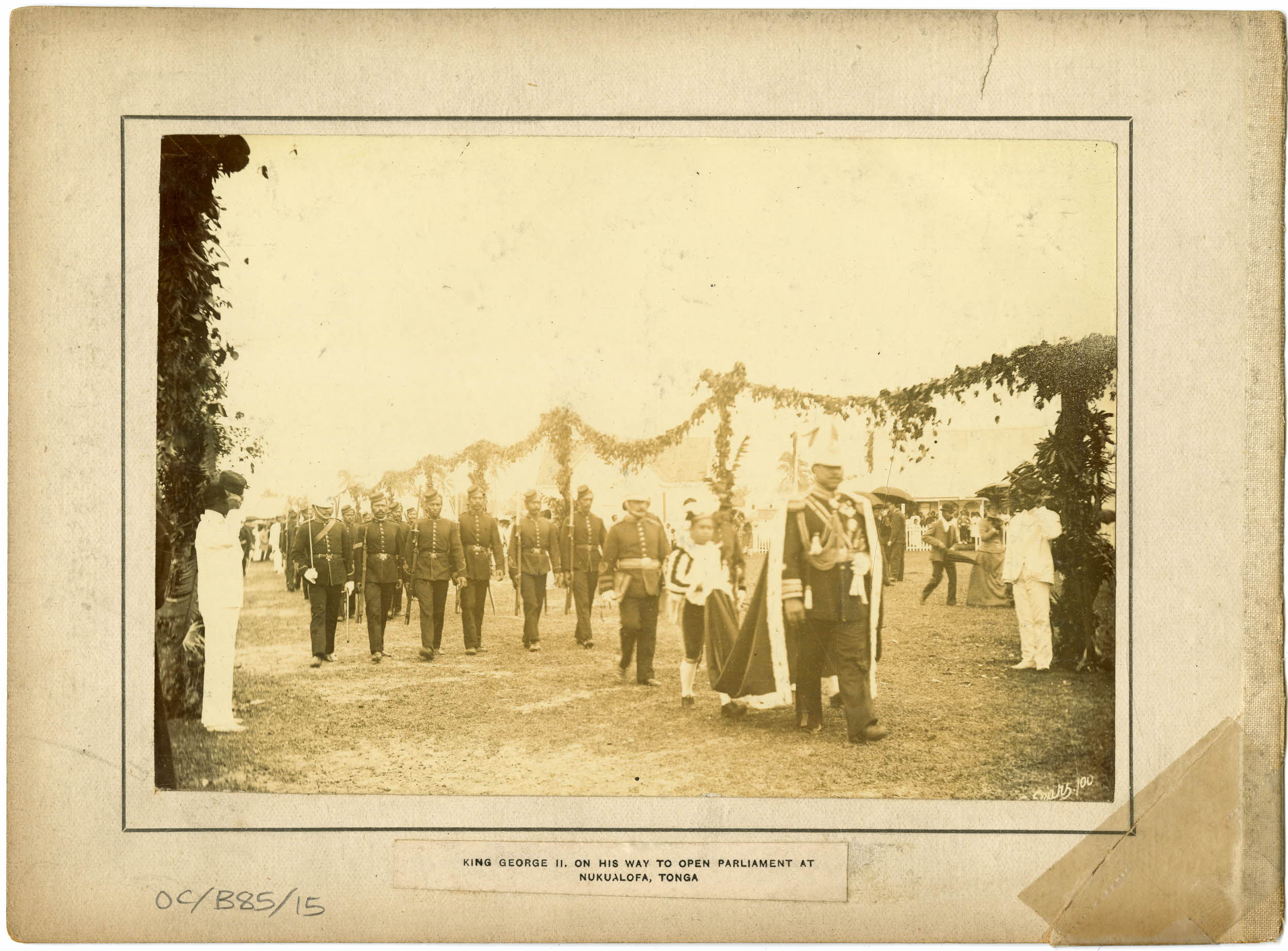
Парад королевских гвардейцев на открытии парламента в 1900 году.
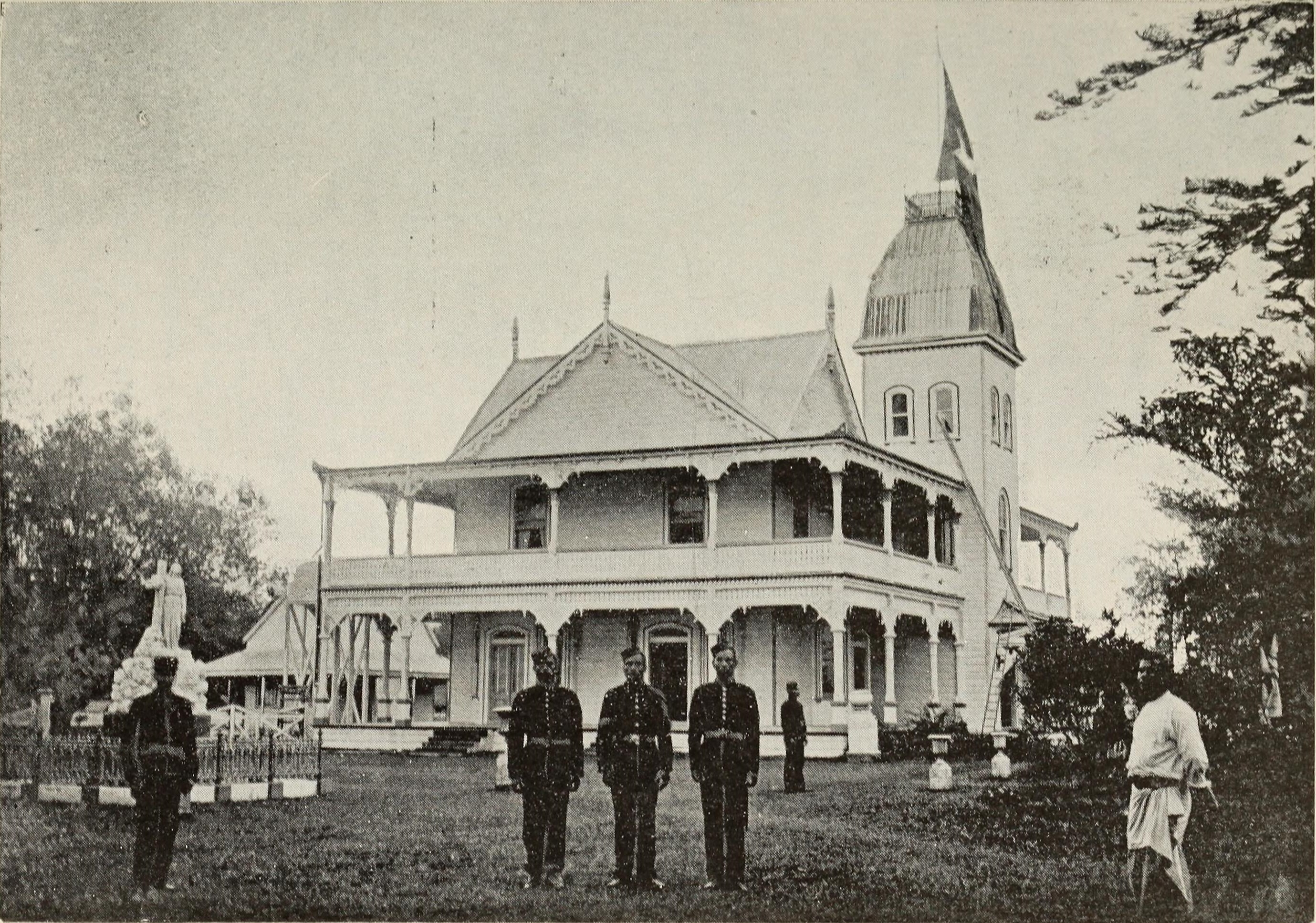
Королевские гвардейцы во дворе дворца в Нукуалофа, 1900 год.
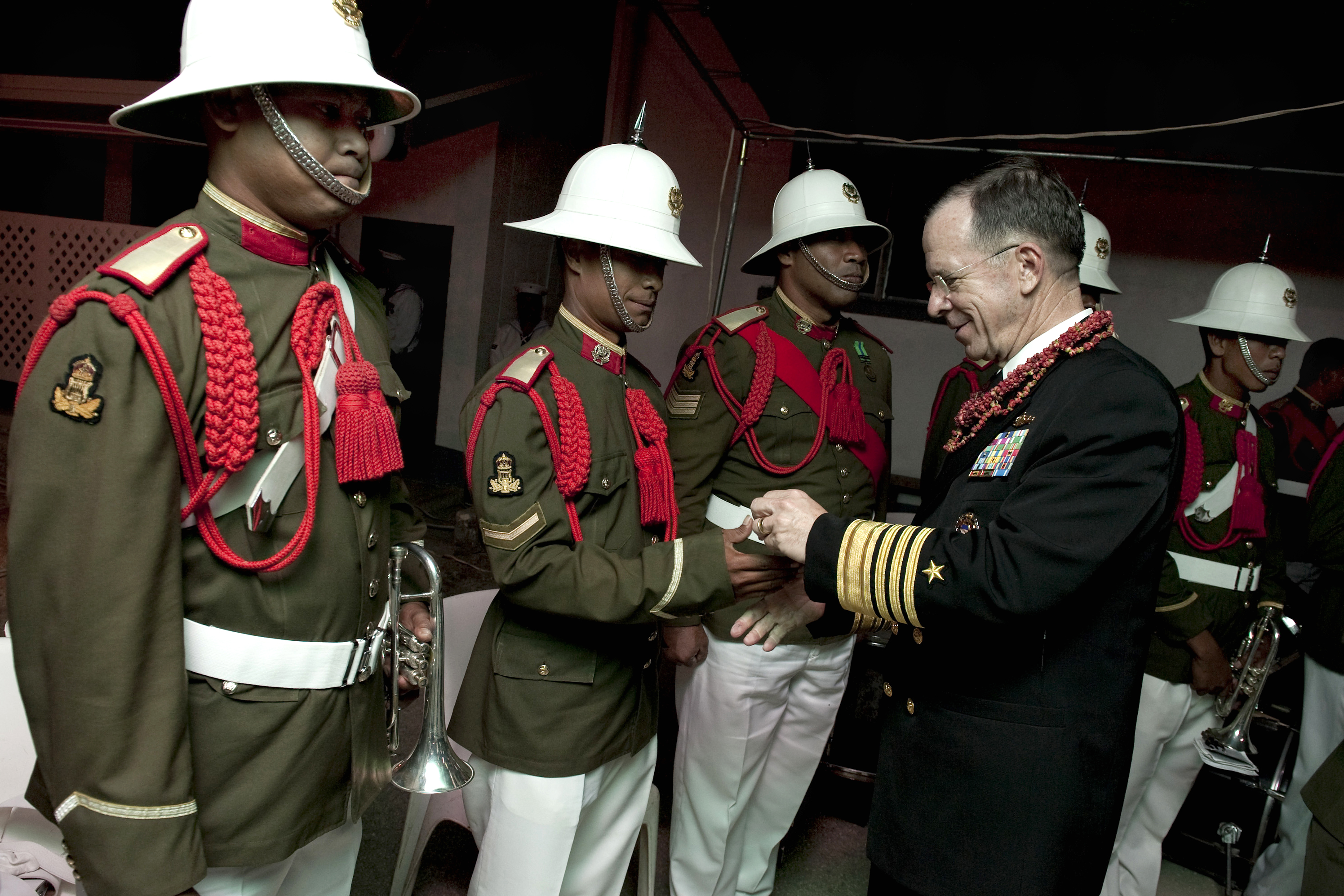
Военнослужащие королевской гвардии во время визита адмирала США Mайкла Маллена, 9 ноября 2010.
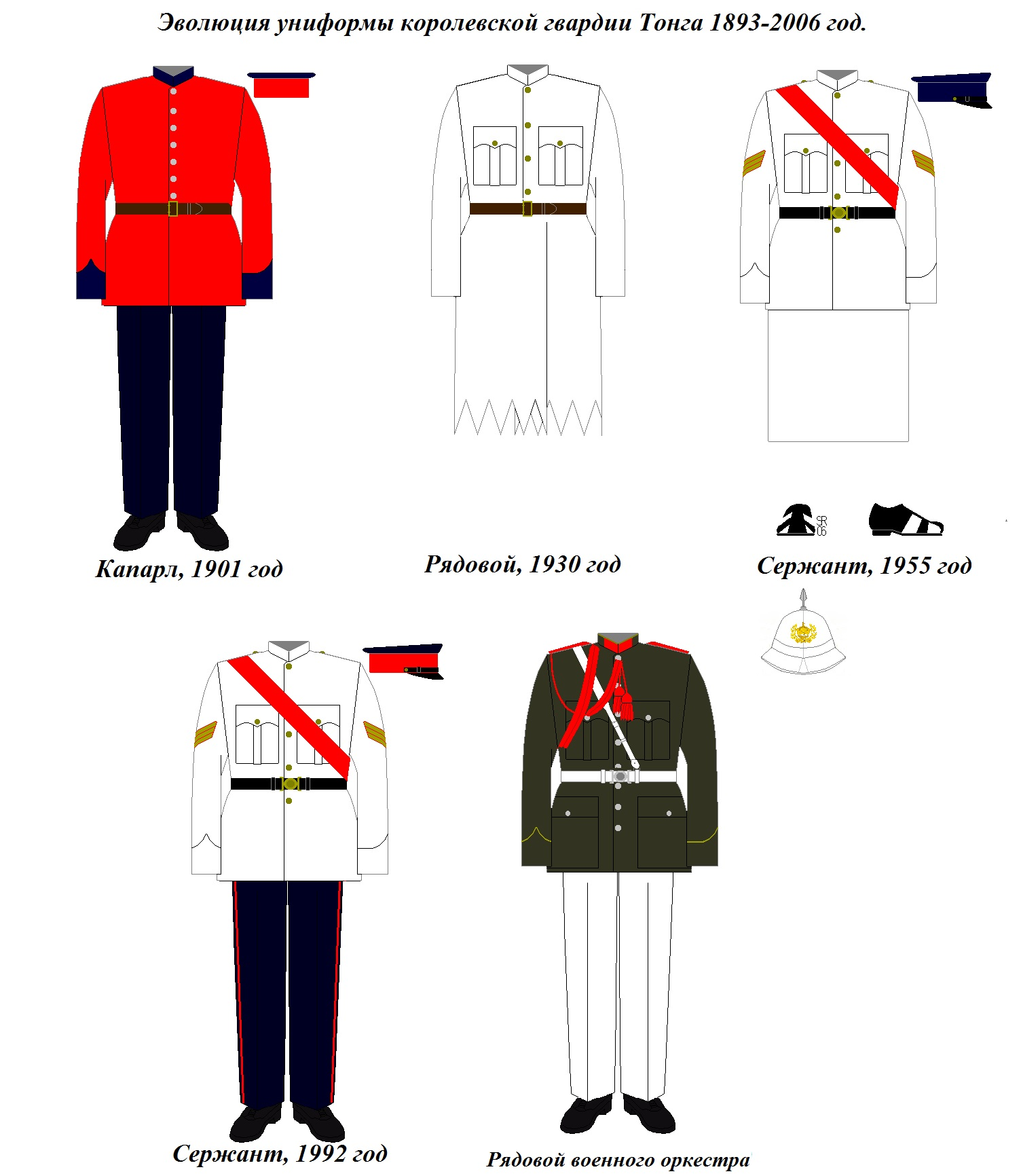
Униформа гвардейцев Тонги за 100 лет.
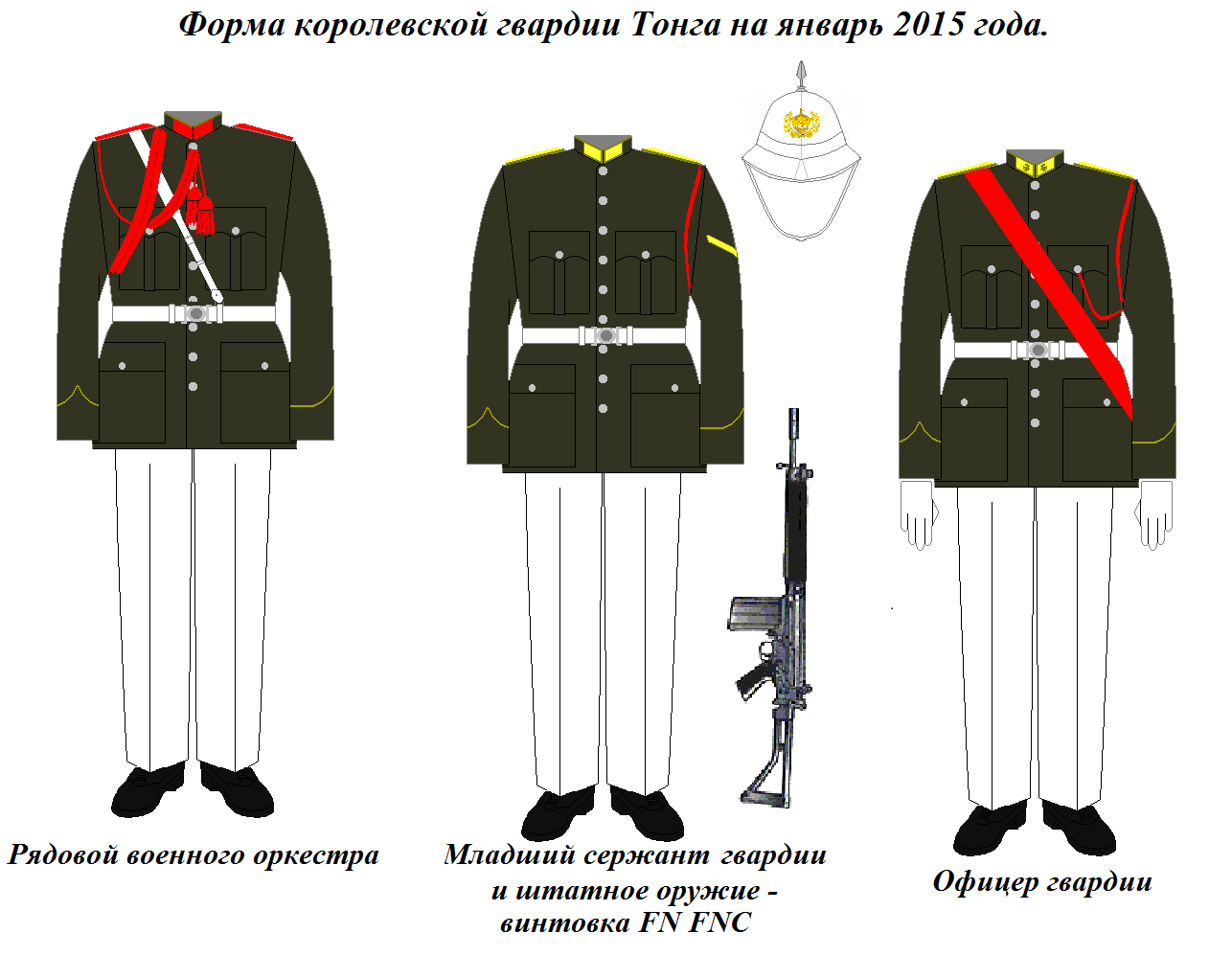
Форма гвардейцев на январь 2015 г.